# Chicago Outfit
Chicago Outfit, spesso abbreviata in Outfit, è una locuzione usata dalla stampa statunitense per definire un'organizzazione criminale di Chicago fondata negli anni dieci dal mafioso Giacomo Colosimo.
Divenuta negli anni venti un elemento di Cosa nostra statunitense, e componente della Commissione, risulta essere l'unica organizzazione criminale che, nel momento in cui altre famiglie di mafia erano in competizione a New York e nelle principali città degli Stati Uniti, ha avuto pieno monopolio sul crimine organizzato della propria città d'origine.

## Storia

### L'origine e la competizione con la Mano Nera
Sotto la guida di Giacomo "Big Jim" Colosimo, la Chicago Outfit del primo Novecento acquisì potere grazie allo sfruttamento della prostituzione: le case di tolleranza possedute dalla moglie di Colosimo, Vittoria Moresco, portarono tanta ricchezza nelle tasche dell'organizzazione da attirare l'attenzione degli strozzini della Mano Nera, che incominciarono ad avanzare pretese su tali profitti.
Nel 1909 Colosimo chiamò quindi da New York il nipote Johnny Torrio perché togliesse di mezzo la Mano Nera e lo aiutasse nella gestione degli affari. Torrio contattò gli uomini della Mano Nera e fu d'accordo a pagarli; quando arrivarono al luogo dell'incontro sulla Archer Avenue per prendere il denaro, Torrio e i suoi uomini li uccisero. Per queste ragioni, Torrio divenne il responsabile del quartier generale della gang di Big Jim, il "Colosimo Cafè" e nel 1919 si stabilì definitivamente a Chicago.
Nel 1920 Colosimo divorziò da Victoria Moresco, zia di Torrio, e sposò Dale Winter, una giovane cantante, appena tre settimane dopo; la ragazza cominciò ad avere una forte influenza su di lui, e Torrio si rese conto che Colosimo era ormai diventato un serio ostacolo per la sua carriera criminale: con l'approvazione dei fratelli Genna, mafiosi siciliani che controllavano il West Side di Chicago, Torrio fece venire Yale da Brooklyn per uccidere Colosimo: l'omicidio avvenne l'11 maggio 1920 nell'atrio principale del "Colosimo Cafè". Torrio s'impadronì dell'impero criminale di Colosimo, controllando numerosi "speakeasies", bordelli e bische.

### Il proibizionismo e il ruolo di Al Capone
Nel 1921 il gangster Al Capone venne inviato a Chicago dal suo capo Frankie Yale per mettersi al servizio di Torrio, che gli affidò la gestione del night club Four Deuces, che era anche uno "speakeasy", una bisca e un bordello, e il compito di convincere i clienti a comprare i loro alcolici, anche con la violenza e le minacce.
Dopo che Torrio rimase vittima di un attentato nel 1925 della North Side Gang, si ritirò dagli affari cedendo a Capone il suo impero. Capone era conosciuto per le sue aspre rivalità con Hymie Weiss e George Moran della North Side Gang, con cui il conflitto durerà per anni: mentre il primo fu ucciso, il secondo si salvò dalla strage di San Valentino del 1929 e fu costretto a fuggire dalla città, poiché la sua organizzazione era distrutta.
Nel 1926 Capone fece nominare il suo socio Antonino Lombardo presidente dell'Unione Siciliana di Chicago (un gruppo che assicurava copertura politica ai gangster della città), entrando però in contrasto con il suo concorrente alla nomina, il mafioso siciliano Giuseppe "Joe" Aiello, che aveva preso il posto dei fratelli Genna ed era sostenuto da Frankie Yale; invece Capone era appoggiato dal boss Joe Masseria, che provvide anche ad affiliarlo in «Cosa Nostra» nonostante non fosse siciliano e fosse implicato nello sfruttamento della prostituzione, attività considerata disonorevole dai mafiosi siciliani: da questa posizione, Capone guidò la sua nuova Famiglia, affiliando i suoi associati siciliani, napoletani e calabresi per cominciare il conflitto con Aiello e i suoi alleati della North Side Gang.
Nel 1929 Capone si rese infatti responsabile della strage di San Valentino (in cui rimasero uccisi sette gangster irlandesi) e attirò in una trappola Giovanni "John" Scalise, Alberto Anselmi e Giuseppe "Joe" Giunta, tre mafiosi siciliani che gli stavano causando problemi: li invitò a cena e poi li uccise con una mazza da baseball, prima che i suoi uomini li finissero a colpi di pistola. Nell'ottobre 1930, Capone venne autorizzato da Joe Masseria a eliminare Aiello, che si era associato a Salvatore Maranzano, capo della fazione opposta a Masseria nel quadro della cosiddetta «Guerra castellammarese». Nel 1931, dopo l'uccisione di Masseria, Capone stesso ospitò a Chicago un incontro a cui furono invitati i boss di tutte le Famiglie degli Stati Uniti per discutere le implicazioni della vittoria di Maranzano, che in quell'occasione si fece eleggere «capo dei capi».
Tuttavia, le uccisioni pianificate da Capone attirarono l'attenzione delle autorità, che nel 1930 dichiararono Al Capone nemico pubblico numero uno. Tutta l'attenzione pubblica e i giornali furono incentrati su Al Capone, tanto che il Dipartimento del Tesoro avviò un'indagine sulle rendite di Capone, che era ufficialmente titolare di un'agenzia immobiliare e di un negozio di antiquariato. Si scoprì che Capone guadagnava milioni di dollari all'anno, ma erano tutti evasi dalle tasse, quindi fu processato e condannato nel 1931 a 11 anni di carcere e una multa di 50000 $.
Con Capone processato, incominciarono a "cadere nella rete" anche Frank Nitti e altri capi, nonostante alcuni fossero stati rilasciati dopo poco tempo come Nitti.

### Gli arresti di Nitti e Accardo
Dopo l'arresto di Al Capone, Frank Nitti prese in consegne la Outfit. In realtà Nitti era un boss di facciata che rendeva conto a Paul Ricca, il suo viceboss, che avrebbe comandato la famiglia assieme a Tony Accardo nei successivi 40 anni. Negli anni successivi, l'Outfit divenne particolarmente attiva nel racket, gioco d'azzardo e usura. Si espanse anche nel Wisconsin e nella California meridionale, soprattutto a Los Angeles nell'industria cinematografica e a San Diego. Strinse anche forti alleanze con le famiglie di Kansas City, Detroit e Cleveland.
Nel 1943, la squadra di Nitti fu colta in flagrante mentre estorceva denaro all'industria cinematografica di Hollywood. Nitti, che era già stato in carcere per 18 mesi per evasione fiscale, soffriva di claustrofobia e si suicidò per evitare la prigione. Paul Ricca divenne quindi il boss di fatto, e promosse a viceboss Tony Accardo, con cui continuò a gestire la Outfit in maniera diarchica per quasi 40 anni. In questo lungo lasso di tempo posizioneranno come boss di facciata uomini come Sam Giancana, Sam DeStefano, Felix Alderisio e Fiore Buccieri. Nel 1943 scoppiò lo scandalo di Hollywood e parecchi membri della Outfit finirono in prigione. Furono tuttavia rilasciati in poco tempo grazie alle connessioni politiche del loro associato di alto rango, Murray Humphreys, famoso "ingrassatore" dai tempi del Proibizionismo.
Nonostante fosse stato liberato, Ricca fu messo in libertà vigilata e la famiglia fu assegnata a Tony Accardo, con cui appunto governerà la Outfit per molti anni. Con la morte di Ricca nel 1972, anche Accardo si ritirò in semi-pensione, facendo solo da consigliere della Outfit fino alla sua morte nel 1992.

### Dal secondo dopoguerra agli anni 1980
L'Outfit raggiunse l'apice del potere negli anni sessanta, quando assieme a Meyer Lansky, Tony Accardo si unì con faccendieri del calibro di Sidney Korshak e Jimmy Hoffa, leader della International Brotherhood of Teamsters (Teamsters), il più grosso sindacato di autotrasportatori d'America. Grazie ai soldi dei sindacati, la Outfit si espanse a macchia d'olio a Las Vegas, dove mise le mani, sempre da dietro le quinte, su svariati casinò che furono affidati a persone capaci come Frank Rosenthal e Allen Dorfman (un altro sindacalista e avvocato dei Teamsters), che ispireranno rispettivamente i personaggi di Sam "Asso" Rothstein e Andrew "Andy" Stone nel film Casinò. 
Ovviamente nei casinò avveniva la "scrematura", ossia i soldi venivano sottratti dalle casse del casinò per non dichiararli al fisco, ma in realtà finivano sempre ai boss del Midwest.
In questo periodo divenne per la prima e ultima volta "uomo d'onore" un non-italiano, Pat Marcy, leader politico democratico dell'Illinois, nonché criminale coinvolto nella scrematura dei casinò.
Il potere della Outfit a Las Vegas venne duramente indebolito nel 1983, quando, dopo anni di indagini, si scoprì la scrematura dei casinò e i veri padroni dei casinò, causando un'indagine che coinvolse tutti i boss del Midwest, tra cui Joseph Aiuppa, boss della Outfit. Così, per evitare testimoni o pentiti, vennero assassinati quasi tutti quelli coinvolti nella gestione dei casinò.

### Dagli anni 1990 ad oggi
Attualmente la Chicago Outfit, secondo le forze dell'ordine, ha una schiera di uomini d'onore che va dai 28 ai 48-58 membri. 
Il vecchio boss John DiFronzo, morto nel 2018 manteneva stretti legami con le varie famiglie del Midwest e della West Coast si ritiene che la Outfit controlli de facto come famiglie-satelliti le famiglie di Milwaukee e Los Angeles.
Nonostante si sia indebolita negli anni, rimane comunque un'organizzazione molto potente, ancora attiva negli stati confinanti, nel Nevada, nella California e addirittura in Italia.

## Leadership storica

### Boss (ufficiale, reggente e di facciata)
- 1910-1920 - Giacomo "Big Jim" Colosimo
- 1920-1925 - John "Papa John" Torrio
- 1925-1932 - Alphonse Capone
- 1932-1947 - Paul "Waiter" Ricca
  - Di facciata 1932-1943 - Frank "Enforcer" Nitti
- 1947-1971 - Antonino "Joe Batters" Accardo
  - Di facciata 1951-1966 - Sam "Il Castigamatti" Giancana
  - Di facciata 1966 - Sam "Teets" Battaglia
  - Di facciata 1966-1969 - John "Jackie the Lackey" Cerone
  - Di facciata 1969-1971 - Felix "Malwaukee Phil" Alderisio
- 1971-1993 - Joe "Doves" Aiuppa
  - Di facciata 1986-1989 - Joe "Mr. Clean" Ferriola
  - Di facciata 1989-1993 - Samuel "Black Sam" Carlisi
- 1993-1999 - Joseph "Joey the Clown" Lombardo
- 1999-2018- John "No Nose" DiFronzo
- 2014-attualmente - Salvatore DeLaurentis
  - Di facciata 2016-attualmente Albert Vena

### Viceboss
- 1910-1920 - John "Papa John" Torrio
- 1920-1925 - Alphonse Capone
- 1925-1932 - Frank "Enforcer" Nitti
- 1932-1943 - Louis "Little New York" Campagna
- 1943-1947 - Antonino "Joe Batters" Accardo
- 1947-1957 - Sam "Il Castigamatti" Giancana
- 1957-1967 - John "Jackie the Lackey" Cerone
- 1967-1971 - Felix "Malwaukee Phil" Alderisio
- 1971-1986 - John "Jackie the Lackey" Cerone
- 1986-1991 - Ernest "Rocky" Infelice
- 1991-1993 - Joseph "Joey the Clown" Lombardo
- 1993-2006 - John "No Nose" DiFronzo
- 2006-2009 - Joseph "Builder" Andriacchi
- 2023-attualmente - Salvatore "Sammy Cards" Cataudella

### Consigliere
- 1932-1947 - Charles "Trigger Happy" Fischetti
- 1947-1957 - Paul "Waiter" Ricca
- 1957-1992 - Antonino "Joe Batters" Accardo
- 1992-1997 - Joe "Doves" Aiuppa
- 1997-1999 - Angelo "The Hook" LaPietra
- 1999-2007 - Joseph "Joey the Clown" Lombardo
- 2007-2009 - Alfonso "Al the Pizza Man" Tornabene
- 2009-2016-2017-2020 - Marco "The Mover" D'Amico
- 2020-2024 - Joseph "Joe the Builder" Andriacchi
  - 2022-presente - John A. Matassa

## Attuali capidecina della Outfit
- Fazione Elmwood Park: Rudolph "Rudy" Fratto
- Fazione Cicero: James Inendino
- Fazione 26th Street: Frank "Toots" Caruso
- Fazione Chicago: Nicholas "Jumbo" Guzzino
- Fazione Rush Street: John "Pudgy" Matassa Jr.
- Soldati:
- Anthony "Tony" Dote
- Joseph "Joe Kong" Cullotta
- Gary "Gags" Gagliano
- Rocco "Rocky" Lombardo
- Michele Carioscia
- Robert "Bobby the Boxer" Salerno
- Paulie Carparelli
- Robert Bellavia
- Michael "Jaws" Giorango
- Frank Orlando
- Nicholas "Nick" Ferriola
- Tony Saviano
- Sam Sei
- Robert Panozzo
- Anthony Ferro
- John "Pudgy" Matassa
- Frank Caruso Jr.
- Rick Rizzolo
- Gino "Mean Gene" Cassano
- Dominick "Mennie" Cassano
- Dominic Buttitta
- Anthony Buttitta
- Joseph Jerome "Jerry" Scalise
- Ricardo "Rick the Enforcer" Lentini
- Paul Carparelli
- Dino Marino
- Michael "A1 Mike" Zitello
- Carlo "The Fat Man/Carl D" Dote
- Andy Rovito
- Robert "The Gabeet" Bellavia
- Christopher "Christy the Nose" Spina
- Associati:
- Emil "Nick The Badge" Schullo
- Michael "Mickey" Davis

## Soldati
- Robert "Bobby the Boxer" Salerno
- Nicholas "Nikc" Ferriola
- Michael "Handsome Mike" Talerico
- Tony Saviano
- Sam Sei
- Salvatore DeLaurentis
- Paul "the Indian" Schiro
- Robert Panozzo
- Ludovico Toscani "the big""

## Famosi membri storici defunti
- Capodecina - 1924-1964 - John Roselli
- Capodecina - 1971-1986 - Anthony Spilotro
- Associato - 1925-1956 - Jake Guzik
- Associato - 1925-1965 - Murray Humphreys
- Associato - 1932-1984 - Ken Eto

## NeIl padrino
Nei romanzi del Padrino, la Outfit è vista perlopiù come un gruppo di selvaggi violenti, che viene ammessa nella Commissione solo nel 1947. Inoltre Louie Russo, boss della Outfit cospirerà assieme a Nick Geraci, Vincent Forlenza e Hyman Roth l'eliminazione di Michael Corleone. Tuttavia Louie verrà ucciso nel 1961 da Tom Hagen.

## Successione dei Boss
| Giacomo Colosimo 1910-1920 | John Torrio 1920-1925 | Al Capone 1925-1932 | Paul Ricca 1932-1947 | Tony Accardo 1947-1971 | Joseph Aiuppa 1971-1993 | Joseph Lombardo 1993-1999 | John DiFronzo 1999-2014 | Francesco DeLaurentis 2014-attualmente |